# Briggsia longicaulis
Briggsia longicaulis är en tvåhjärtbladig växtart som beskrevs av Wen Tsai Wang och K.Y. Pan. Briggsia longicaulis ingår i släktet Briggsia och familjen Gesneriaceae. Inga underarter finns listade i Catalogue of Life.